# 洛烏尼縣
50°21′26″N 13°47′49″E / 50.35722°N 13.79694°E

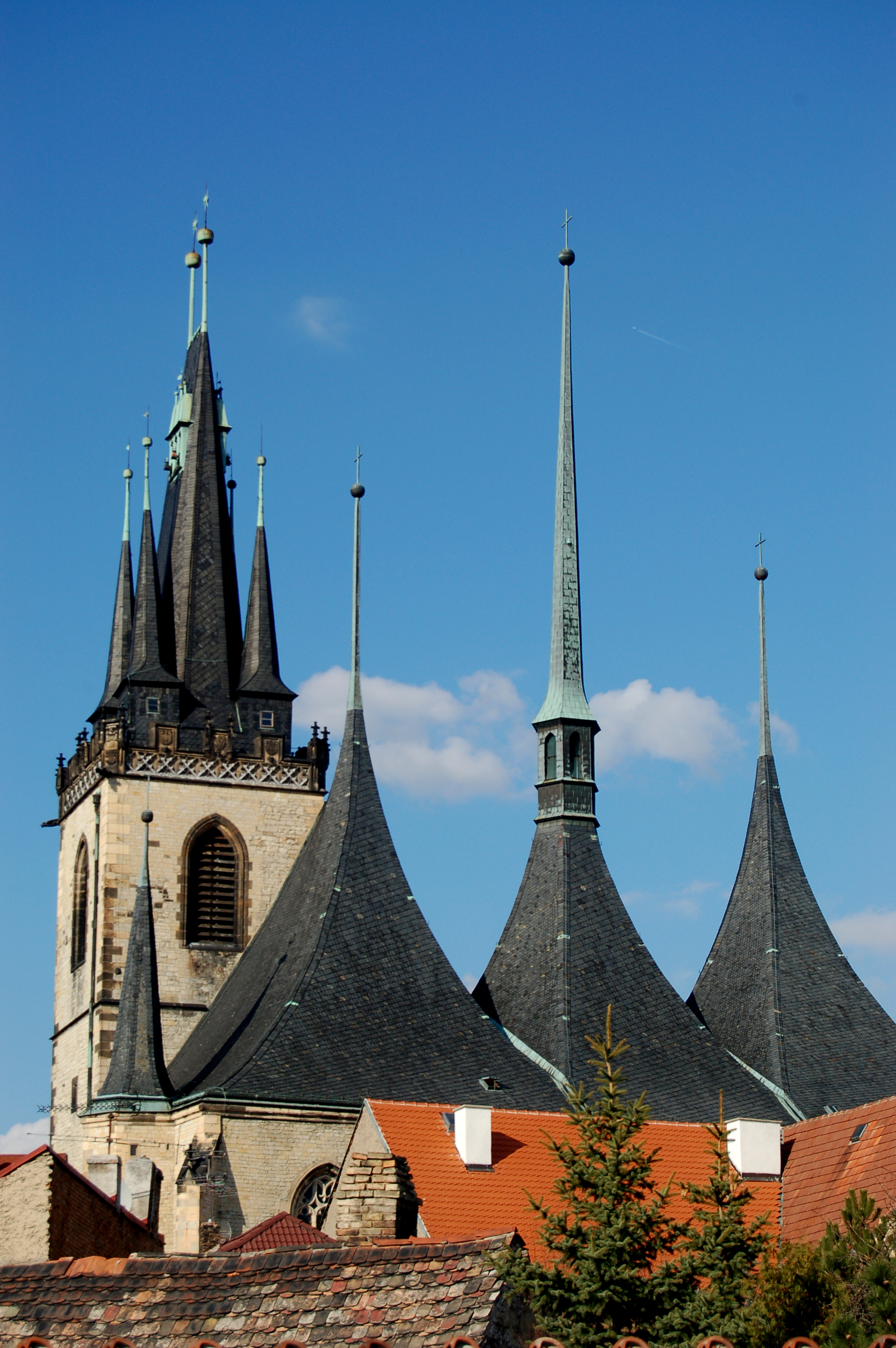

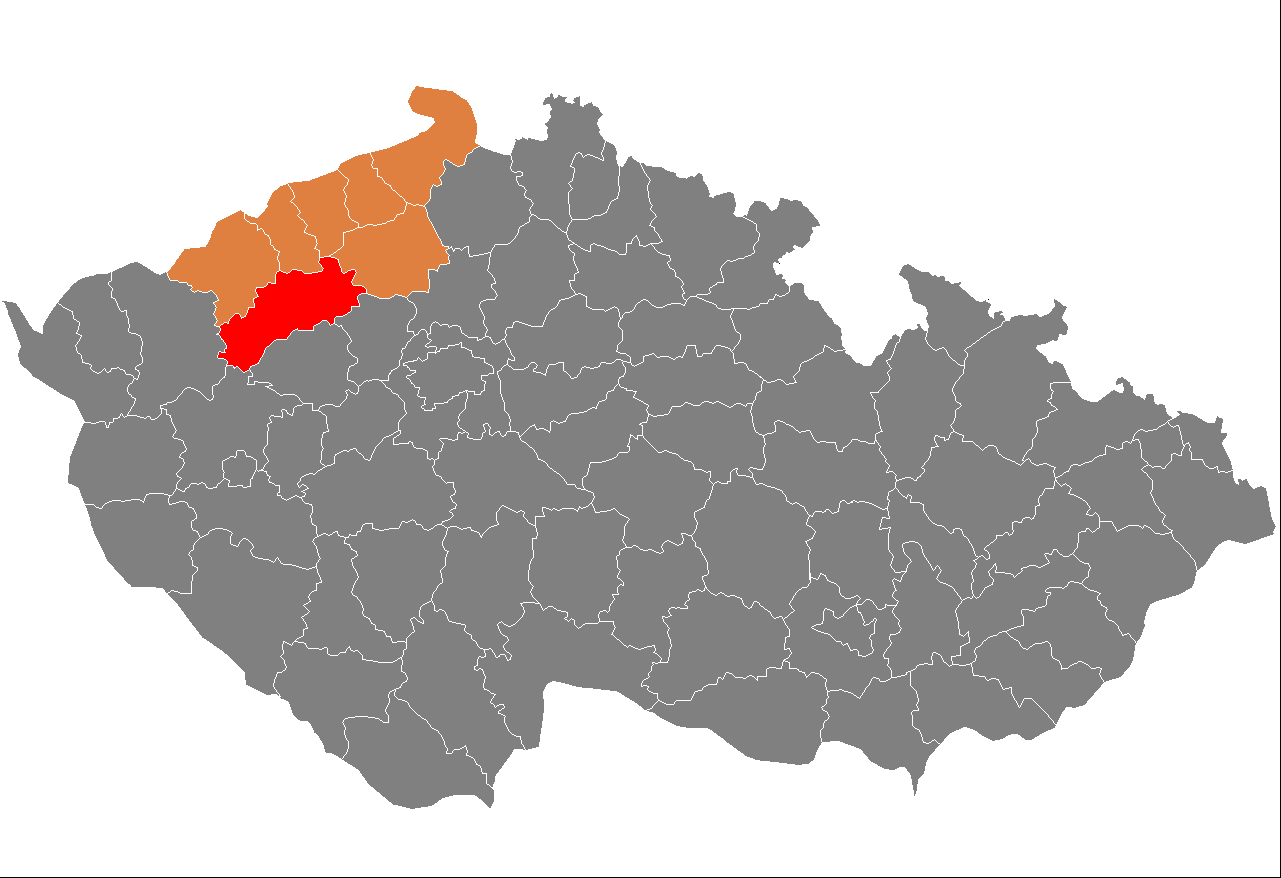

洛烏尼縣（捷克語：Okres Louny），是捷克的縣份，位於該國西北部，由烏斯季州負責管轄，首府設於洛烏尼，面積1,118平方公里，2007年人口88,247，人口密度每平方公里79人。